# Diario Popular (Paraguay)
Popular (estilizado: POPULAR) es un periódico matutino de corte sensacionalista, editado y publicado en Asunción, Paraguay. Fue fundado el 19 de diciembre de 1994, en Asunción. Es parte del grupo Nación Media; el cual incluye el diario digital Hoy, y las radios Popular FM 103.1 y Corazón FM 99.1.